# Peter Schreyer
Peter Schreyer je německý automobilový designér a šéf designérské kanceláře automobilky Kia od roku 2006. 28. prosince roku 2012 byl jmenován prezidentem Kia motors. O tři týdny později se stal šéfdesignérem i sesterské automobilky Kie, tedy Hyundaie.
Dnes patří k nejvýznamnějším postavám automobilového designu. Před 17 lety se podílel na vzniku tehdy velmi originálního vozu Audi TT.
Roku 2006 označil internetový magazín Car Design News design Audi TT jako "nejvlivnější automobilový design poslední doby".

## Život a počátky kariéry
Schreyer se narodil v roce 1953 ve městečku Bad Reichenhall, které leží ve spolkové zemi Bavorsko, v západním Německu. Studovat začal v roce 1975 na Univerzitě aplikovaných věd v Mnichově. Nejdříve začal pracovat, ještě jako student, pro Audi roku 1978. Promoval roku 1979 s titulem Průmyslový design. Následně dosáhl stipendia Audi pro studium na Královské škole umění v Londýně, kde pobyl v letech 1979 - 1980 jako student dopravního designu.
Roku 1980, Schreyer začal pracovat s Audi na exteriéru, interiéru a koncepčním designu. V roce 1991 se přesunul do designového studia Audi v Kalifornii, USA. Vrátil se do Evropy v roce 1992 a již o rok později, 1993, přešel do designového oddělení exteriéru automobilky Volkswagen. V roce 2006 převzala Schreyera Kia a postavila ho na post šéfa designérské kanceláře celé automobilky.
Peter Schreyer je znám pro nošení černého oblečení, doplňovaného černými brýlemi z dílen francouzského designéra Phillipa Starcka a pro jeho "soutěživou, vynalézavou a analytickou" povahu.

## Kia
V roce 2005, když se Kia začala zaměřovat na Evropský obchod s automobily, byl Peter Schreyer pověřen prací na kompletním restylingu vzhledu tehdejšího portfolia vozů Kia a dohlížení na designérské počiny jednotlivých center ve Frankfurtu, Los Angeles, Tokyu a Namyang Design Centru v Koreji.
Schreyer se v jednom rozhovoru z roku 2007 zmínil, že před jeho příchodem měla Kia velmi neutrální design.
„V minulosti byly automobily značky Kia velmi neutrální. Když jste nějaké zahlédli na silnici, opravdu jste nedokázali odlišit, které je korejské a které japonské. Myslím si, že je velmi důležité abyste poznali automobil Kia na první pohled.“
Schreyer požadoval, aby nové vozy Kia disponovaly při nejmenším snadno rozpoznatelným svalnatým designem - od toho typický "Tygří čumák" na všech novějších vozech Kia.

## Jeho práce
- Audi TT, 1998
- Audi A6, 1998
- Audi A3, 1996
- Volkswagen New Beatle, 1998
- Volkswagen Eos, 2006
- Volkswagen Golf IV, 1998
- Volkswagen Concept R, 2004
- Kia Borrego, 2009
- Kia Venga, 2009
- Kia Forte, 2010
- Kia Sorento, 2010
- Kia Sportage, 2010
- Kia Cadenza, 2011
- Kia Optima, 2011
- Kia Picanto, 2011
- Kia Rio, 2011
- Kia Cee'd, 2012